# Henri Le Floch
Pour les articles homonymes, voir Floc'h.
Henri Le Floch c.s.s.p., né au Caouët-en-Kerlaz 8 juin 1862 et mort le 21 février 1950 au manoir de Barbegal près d'Arles, est un spiritain et professeur catholique français.

## Biographie
Henri Le Floch est le fils d'un avocat de Kerlaz, Jean Le Floch, originaire de Trévigodou. Il a dans sa famille quatre grands oncles prêtres fidèles, réfractaires au serment révolutionnaire (emprisonnés, trois sont déportés en 1793 et un tué en 1794) qui
seront « une lumière dans [sa] vie sacerdotale ». Lorsqu'il a neuf ans, sa mère, née Le Joncour, meurt à l'âge de trente-trois ans en soignant des malades de la variole. À onze ans, il est envoyé en en pension chez les lassalliens, au Likès. Il a déjà la vocation sacerdotale. Il fait ensuite son petit séminaire à Pont-Croix et puis en 1878 son scolasticat à Langonnet, chez les spiritains. Il entre ensuite au séminaire de Chevilly. Il est ordonné prêtre le 31 octobre 1886 et fait profession le 28 août 1887. À cause de sa santé fragile, il n'est pas envoyé dans l'outremer, mais comme enseignant à Merville. En 1889, il passe au collège d'Épinal, en tant que professeur de philosophie, puis préfet des études. En 1895, il est nommé supérieur du collège du Saint-Esprit de Beauvais et il fait de ce nouvel établissement une maison d'enseignement de grande qualité. Le 8 septembre 1900 (fête de la Nativité de Marie), il devient supérieur du séminaire de Chevilly et directeur du grand scolasticat. Cette époque est celle de la volonté de la Troisième République de limiter le pouvoir des congrégations catholiques, mais la congrégation du Saint-Esprit parvient à échapper à la suppression, grâce en partie à l'action du R.P. Le Floch. Il passe ensuite son doctorat de philosophie à l'université de Louvain, puis en 1905 son doctorat de théologie à la Grégorienne.
À quarante ans, il est nommé recteur du Séminaire français de Rome d'où il a formé une soixantaine de futurs évêques. Lorsque la France n'avait plus d'ambassadeur auprès du Saint-Siège, il a été chargé de missions secrètes entre Rome et le gouvernement de la République française.
Défenseur de positions antimodernistes, antilibérales et antidémocratiques, il est proche des idées de Charles Maurras et de l'Action française. Après la condamnation du quotidien nationaliste et de son directeur par le Vatican en 1926, le R.P. Le Floch est poussé par le pape Pie XI à quitter sa charge de recteur du Séminaire français en juillet 1927, à la requête du gouvernement français.
Il s'installe à son retour en France au noviciat d'Orly. En 1939, il est reçu en audience privée par le pape Pie XII. En 1940, rattaché à la communauté de Marseille, il déménage en zone libre. Il missionne et poursuit un ministère de prédication en Provence autour d'Aix-en-Provence ; il termine ses jours dans la famille du Roure près d'Arles. Ses obsèques sont célébrées dans la chapelle familiale du manoir de Barbegal par Gabriel de Llobet, archevêque d'Avignon, en présence de nombreux anciens élèves. Il est enterré dans la chapelle du manoir.

## Quelques publications
- 'Louis-Marie Barazer de Lannurien, fondateur et premier supérieur du Séminaire français de Rome et la Mission du Vénérable Libermann, Rome, 1910
- Claude-François Poullart Des Places, Paris, P. Lethielleux, prix Juteau-Duvigneaux de l’Académie française en 1914
- Les élites sociales et le sacerdoce, Paris, Téqui, 2013 (1re éd. 1916)[5]
- Le Séminaire français et les institutions ecclésiastiques de Rome, Rome, Società poligrafica editrice, 72 p., in-4° (présentation en ligne)
- Le Cardinal Billot, lumière de la théologie, 1946 (1re éd. 1933)